# Hans Berger
Hans Berger (ur. 21 maja 1873 w Neuses pod Coburg, zm. 1 czerwca 1941 w Jenie) – niemiecki lekarz neurolog i psychiatra, jeden z twórców elektroencefalografii.

## Życiorys
Studia medyczne odbył na uniwersytecie w Jenie, tytuł doktora medycyny otrzymał w 1897 roku. W 1900 roku został asystentem Ottona Binswangera, profesora katedry neurologii i psychiatrii Uniwersytetu. Tam, razem z Oskarem Vogtem i Korbinbaiem Brodmannem zajmował się badaniami nad lateralizacją funkcji mózgu. Został profesorem w 1906 roku i zastąpił Binswangera w 1919 roku. Później został wybrany rektorem Uniwersytetu w Jenie (1927–1928) i ostatecznie profesor emeritus psychologii w 1938 roku. 
Po wybuchu II wojny światowej, załamany jej konsekwencjami, popełnił samobójstwo przez powieszenie 1 czerwca 1941.

## Dorobek naukowy

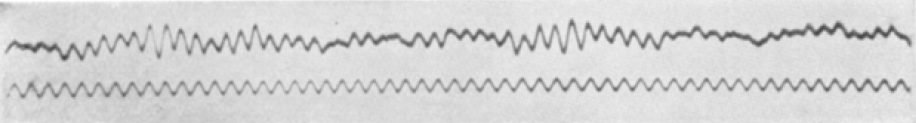
Pierwszy zapis EEG zarejestrowany przez Bergera

Wśród wielu jego zainteresowań naukowych na polu neurologii znajdowały się krążenie mózgowe, temperatura mózgowia i psychofizjologia. Największym wkładem Bergera do neurologii i medycyny w ogóle były pionierskie badania nad aktywnością elektryczną mózgu człowieka, które położyły fundamenty pod współczesną elektroencefalografię. 
Przed nim pierwsze doświadczenia wykonali Richard Caton (1875) w Anglii, Adolf Beck (1890) w Polsce i Władimir Prawdicz-Nieminski (1912) w Rosji. W 1924 roku Berger dokonał pierwszego zapisu EEG u człowieka i wprowadził stosowaną do dziś nazwę. Opisał też rodzaje fal i rytmy obecne w prawidłowo działającym mózgu. 
Międzynarodowe uznanie przyszło do Bergera nie od razu. Jego wyniki zostały potwierdzone przez naukowców brytyjskich i amerykańskich, takich jak Edgar Douglas Adrian, i dopiero w 1937 został zaproszony do przedstawienia swoich prac na forum międzynarodowym.

## Wybrane prace

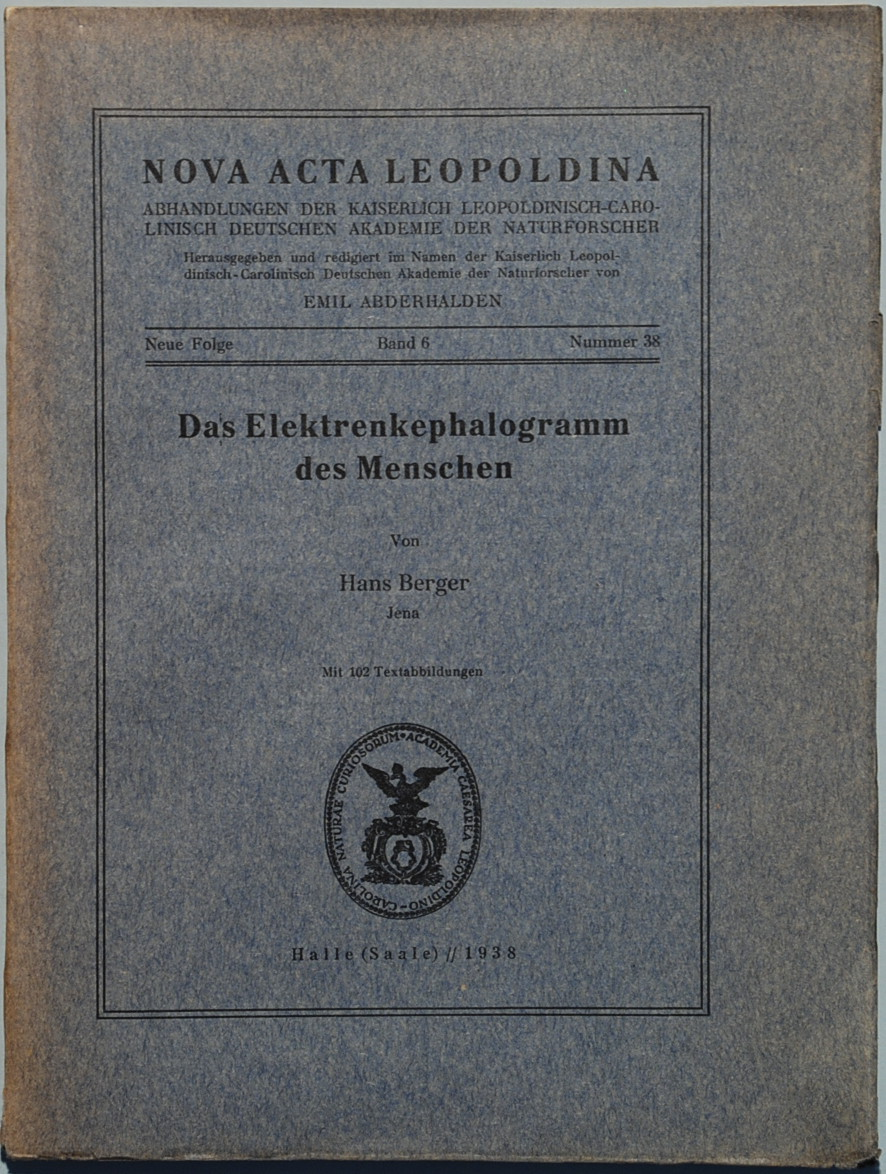
Strona tytułowa pierwszej monografii Bergera poświęconej elektroencefalografii

- Experimentell-anatomische Studien u«ber die durch den Mangel optischer Reize veranlassten Entwicklungshemmungen im Occipitallappen des Hundes und der Katze. Archiv für Psychiatrie und Nervenkrankheiten 33, ss. 521-567 (1900)
- Experimentelle Untersuchungen über die von der Sehsphäre aus ausgelösten Augenbewegungen. Monatsschrift für Psychiatrie und Neurologie 9, ss. 185-211 (1901)
- Zur Lehre von der Blutzirkulation in der Schädelhöhle des Menschen namentlich unter dem Einfluss von Medikamenten; experimentelle Untersuchungen. Jena, G. Fischer, 1901
- Über die körperlichen Aüsserungen psychischer Zustände. Weitere experimentelle Beiträge zur Lehre von der Blutzirkulation in der Schädelhöhle des Menschen. Jena: Fischer, 1904-1907
- Untersuchungen über die Temperatur des Gehirns. Jena: Fischer, 1910
- Trauma und Psychose. Berlin, 1915
- Hirn und Seele. Jena, 1919
- Psychophysiologie in 12 Vorlesungen. Jena: Fischer, 1921
- Über die Lokalization im Grosshirn. Jena, 1927
- Ueber das Elektroenkephalogramm des Menschen. Archiv für Psychiatrie und Nervenkrankheiten 87, ss. 527-570 (1929)
- Das Elektroenkephalogramm des Menschen. Halle an der Saale: Buchdruckerei des Waisenhauses, 1938